# ديفيد بلانت
ديفيد بلانت (بالإنجليزية: David Plante)‏ (4 مارس 1940، بروفيدنس في الولايات المتحدة)؛ روائي أمريكي. درس في كلية بوسطن.

## الجوائز
- زمالة غوغنهايم